# Melese cutheans
Melese cutheans är en fjärilsart som beskrevs av Druce 1896. Melese cutheans ingår i släktet Melese och familjen björnspinnare. Inga underarter finns listade i Catalogue of Life.